# Doreen Reid Nakamarra
Doreen Reid Nakamarra (* ca. 1955 in Mummine bei Warburton; † 20. Oktober 2009 in Adelaide) war eine australische Malerin der Aborigines.

## Leben und Werk
Doreen Reid Nakamarra kam schon als Kind mit der Künstlerkolonie in Haasts Bluff in Kontakt. Später ging sie in Papunya zur Schule und sah das Honigtopfameisen-Wandgemälde und auch die Malereien auf Leinwand der
Papunya Tula Artist Cooperative, der sie 1996 beitrat. 1980 begegnete Doreen Reid Nakamarra in Kintore ihrem zweiten Ehemann George Tjampu Tjapaltjarri. Sie lebten in Kiwirrkura, wo Doreen Reid Nakamarra auch nach dem Tode ihres Mannes (2005) blieb und als eigenständige Künstlerin auftrat.
Die feinen Zickzack-Kompositionen ihrer zweifarbigen Malereien beziehen sich nicht auf die Mythen der Traumzeit. Sie sind symbolische Darstellungen von Marrapinti, einer heiligen Stätte der Frauen, den wogenden Formen der weiten Ebenen und den mit Süßgräsern bewachsenen Sandhügeln in ihrer Umgebung.
2009 reiste Doreen Reid Nakamarra zur Eröffnung der Ausstellung der Papunya Tula Artist Cooperative (Kuratorin: Hetti Perkins) in New York und verstarb nach ihrer Rückkehr an einer Lungenentzündung im Krankenhaus von Adelaide.

## Ausstellungen (Auswahl)
- 2007: Culture Warriors National Gallery of Australia, Canberra
- 2008: 16. Biennale of Sydney, Sydney
- 2009: 3. Moskau Biennale, Moskau
- 2012: documenta 13, Kassel

## Auszeichnungen
- 2008: 25th Telstra General Painting Award